# سكوت ماكدونالد (ممثل)
سكوت ماكدونالد (بالإنجليزية: Scott MacDonald)‏ هو ممثل أمريكي، ولد في 29 سبتمبر 1959.

## أعمال

### أفلام
- (2005) جارهيد[1]
- (2011) ماء للفيلة[2]

## وصلات خارجية
- سكوت ماكدونالد على موقع IMDb (الإنجليزية)
- سكوت ماكدونالد على موقع ألو سيني (الفرنسية)
- سكوت ماكدونالد على موقع أول موفي (الإنجليزية)
- سكوت ماكدونالد على موقع قاعدة بيانات الأفلام السويدية (السويدية)
- سكوت ماكدونالد على موقع قاعدة بيانات الفيلم (الإنجليزية)
- سكوت ماكدونالد على موقع كينوبويسك (الروسية)